# アニアン海峡

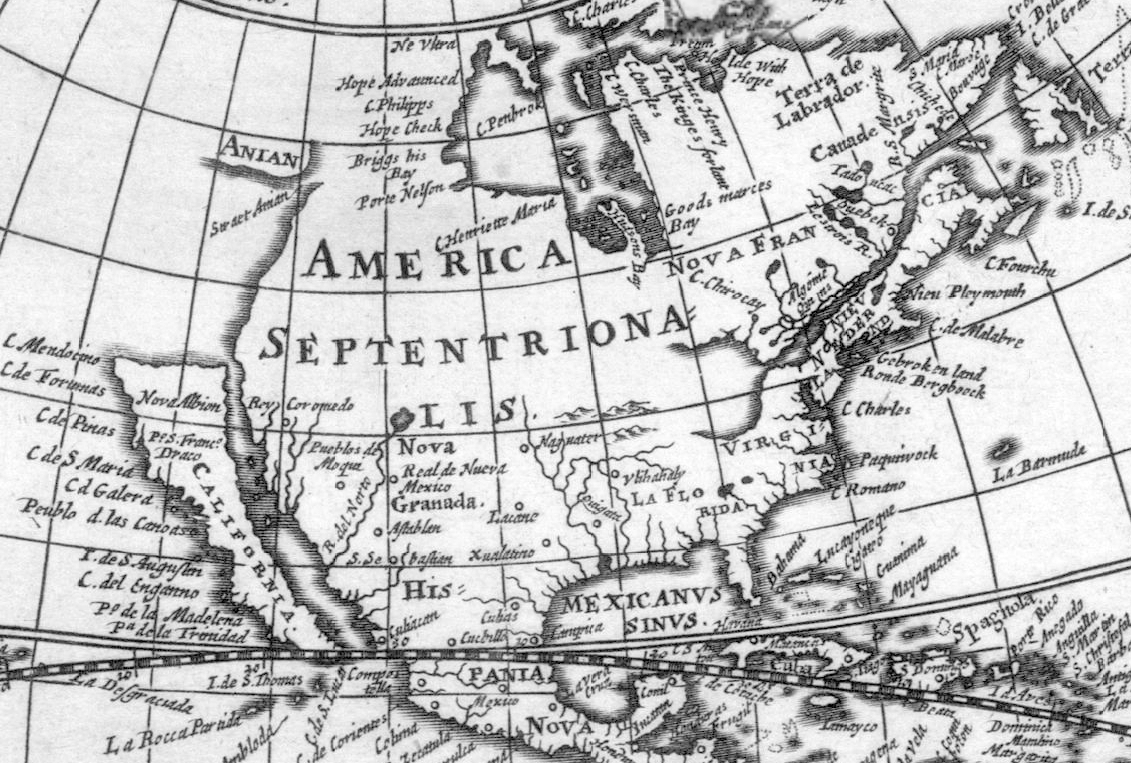
地図の左上にアニアン海峡の入り口が書き込まれている。 (Hugo Allard, 1685)

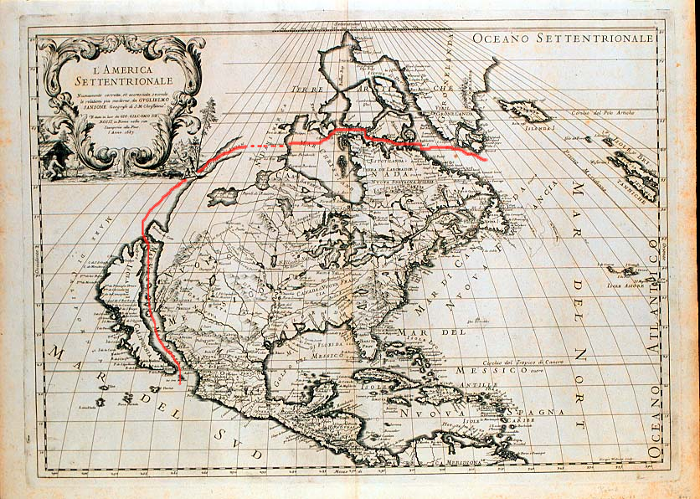
アニアン海峡経由の航路

アニアン海峡（アニアンかいきょう、Strait of Anián）とは、北アメリカの温帯または熱帯地域で太平洋と大西洋とを結んでいるとされた想像上の北西航路の、16世紀のヨーロッパでの名前である。アニアンとは、マルコ・ポーロの『東方見聞録』の1559年発行版に登場する中国の地方名（雲南地方の阿寧州）に由来すると考えられている。
海峡は1562年ごろのイタリアの地図製作者ジャコモ・ガスタルディ（Giacomo Gastaldi）の地図で最初に現れた。5年後にはボロニーニ・ザルティエリ（Bolognini Zaltieri）が、アジアとアメリカの間に細く曲がりくねった海峡を書き入れた地図を出版した。1569年のメルカトルが発行した地図（Nova et Aucta Orbis Terrae Descriptio ad Usum Navigantium Emendate Accommodata）にも、当時最も普及していたアブラハム・オルテリウスの地図帳（1570年）に収集されたタルタリアの地図にも"Stretto di Anian"として載っている。
この想像上の海峡は、北アメリカは大陸ではなく大きな諸島であるという考えに基づいている。このような海峡は実際には存在しないが、北西航路はアジアとヨーロッパを結ぶ最短航路となりうるため、多くの探検家がこの海峡を求めて、北大西洋のラブラドル海側と北太平洋のカリフォルニア側から捜索を行った。中にはフアン・デ・フカのように、1592年に実際にこの海峡を通り太平洋とアメリカ北方の海とを往復したと主張する者まで現れた。
この「海峡」の存在は18世紀末、カナダのアレグザンダー・マッケンジーによるカナダ北極圏・内陸探検と、イギリス海軍のジョージ・バンクーバーによる北米太平洋岸探検航海により伝説上のものとして葬り去られた。